# Ariel Borysiuk
Ariel Borysiuk, né le 29 juillet 1991 à Biała Podlaska, est un footballeur professionnel polonais. Il occupe actuellement le poste de milieu de terrain au Lechia Gdańsk.

## Biographie
Il connaît sa première sélection internationale le 17 novembre 2010 contre la Côte d'Ivoire en match amical.
Le 28 janvier 2012, le Legia et Kaiserslautern trouvent un accord concernant le transfert de Borysiuk vers l'Allemagne. Alors qu'une visite médicale est programmée, Borysiuk choisit d'accepter une autre offre, celle du FC Bruges, plus intéressante économiquement et sportivement. Finalement, il se ravise et signe son contrat à Kaiserslautern.

## Palmarès
- Championnat de Pologne : 2016
- Vainqueur de la Coupe de Pologne : 2008, 2011 et 2016
- Vainqueur de la Supercoupe de Pologne : 2008